# Phare de Porto de Pedras
Le Phare de Porto de Pedras (en portugais : Farol de Porto de Pedras)  est un phare situé dans la ville de Porto de Pedras, dans l'État d'Alagoas - (Brésil). 
Ce phare est la propriété de la Marine brésilienne  et il est géré par le Centro de Sinalização Náutica e Reparos Almirante Moraes Rego (CAMR) au sein de la Direction de l'Hydrographie et de la Navigation (DHN).

## Histoire
Ce phare est une tour cylindrique en béton, avec quatre arêtes de contrefort, de 36 m de haut, avec galerie noire et lanterne blanche. La tour est peinte en blanc avec deux bandes horizontales noires. Elle est érigée sur la colline de Tres Coqueiros. Il marque l'embouchure de la rivière Manguaba. Il est l'une des attractions de la région et figure dans les armoiries de la ville de Porto de Pedras.
Le phare actuel, inauguré le 25 décembre 1940, a remplacé l'ancienne tour métallique de 58 m, peinte en terre pourpre, qui avait été construite en 1933. En 1973, le phare a été alimenté à l'énergie électrique et la tour a été revêtue de granulés vitrifiés. À ses côtés, une croix indique que cette zone a été achetée sur le patrimoine de la chapelle de Notre Dame de la Miséricorde.
Le phare émet, à une hauteur focale de 90 m, deux éclats blancs par période de 15 secondes. La portée maximale  de cette lumière de 3e ordre est  de 24 milles nautiques (environ 44 kilomètres). Il est localisé sur une colline raide, en arrière de la plage, dans Porto de Pedras, à environ 120 km au nord-est de Maceió.
Identifiant : ARLHS : BRA083 ; BR1352 - Amirauté : G0218 - NGA :17968 .

## Caractéristique dufeu maritime
- Fréquence sur 15 secondes :
  - Lumière : 1 seconde
  - Obscurité : 3 secondes
  - Lumière : 1 seconde
  - Obscurité : 10 secondes